# بخش ایستر
بخش ایستر (به فرانسوی: Arrondissement d'Istres) یک بخش در فرانسه است که در بوش-دو-رون واقع شده‌است.